# Lady Pank
Lady Pank je polská rocková skupina založená v roce 1981 z kytaristou Janem Borysewiczem a hlavním textařem Andrzejem Mogielnickim.
Nejpopulárnější písně skupiny jsou: "Tańcz głupia, tańcz", "Mniej niż zero", "Wciąż bardziej obcy", "Kryzysowa narzeczona", "Zamki na piasku", "Vademecum skauta", "Tacy sami", "Zostawcie Titanica", "Mała wojna", "Zawsze tam gdzie ty", "Na co komu dziś", "Znowu pada deszcz", "Na granicy", "Stacja Warszawa", "Dobra konstelacja", "Dudu".

## Členové skupiny

### 1982
- Jan Borysewicz - kytara, zpěv
- Janusz Panasewicz - zpěv
- Edmund Stasiak - kytara
- Paweł Mścisławski - baskytara
- Jarosław Szlagowski - bicí

### VIII 1985-86
- Jan Borysewicz - kytara, zpěv
- Janusz Panasewicz - zpěv
- Edmund Stasiak - kytara
- Paweł Mścisławski - baskytara
- Andrzej Dylewski - bicí

### 1987-88
- Jan Borysewicz - kytara, zpěv
- Janusz Panasewicz - zpěv
- Edmund Stasiak - kytara
- Paweł Mścisławski - baskytara
- Wiesław Gola - bicí

### 1989
- Jan Borysewicz - kytara, zpěv
- Janusz Panasewicz - zpěv
- Jarosław Szlagowski - bicí
- Bogdan Kowalewski - baskytara (na zamiene)
- Robert Jaszewski - baskytara (na zamiene)

### 1990-91
- Jan Borysewicz - kytara, zpěv
- Janusz Panasewicz - zpěv
- Jarosław Szlagowski - bicí
- Piotr Urbanek - baskytara
- Kostek Joriadis - klávesy

### 1994- IX 2001
- Jan Borysewicz - kytara, zpěv
- Janusz Panasewicz - zpěv
- Kuba Jabłoński - bicí
- Krzysztof Kieliszkiewicz - baskytara
- Andrzej Łabędzki - kytara

### Současní členové
- Jan Borysewicz - kytara, zpěv
- Janusz Panasewicz - zpěv
- Kuba Jabłoński - bicí
- Krzysztof Kieliszkiewicz - baskytara
- Michał Sitarski - kytara

## Diskografie
- Lady Pank (1983)
- Ohyda (1984)
- Drop Everything (1985) MCA Records
- LP 3 (1986)
- O dwóch takich, co ukradli Księżyc cz. I (1986)
- O dwóch takich, co ukradli Księżyc cz. II (1987)
- Tacy sami (1988)
- Zawsze tam, gdzie ty (1990)
- Lady Pank '81-'85 (1992)
- Nana (1994)
- "Mała wojna" akustycznie (1995)
- Ballady (1995)
- Gold (1995)
- The Best of Lady Pank (1990)
- Międzyzdroje (1996)
- Zimowe graffiti (1996)
- W transie (1997)
- Łowcy głów (1998)
- Koncertowa (1999)
- Złote przeboje (2000)
- Nasza reputacja (2000)
- Besta Besta (2002)
- The Best - "Zamki na piasku" (2004)
- Teraz (2004)
- Strach się bać (2007)
- Maraton (2011)
- "Miłość i władza" (2016)
- MTV Unplugged (2022)